# LinuxMCE
LinuxMCE — свободное дополнение к дистрибутиву Kubuntu, которое позволяет использовать персональный компьютер в качестве домашнего кинотеатра в соответствии с концепцией HTPC. LinuxMCE не является автономным приложением[прояснить], представляя собой полноценную HTPC-ориентированную операционную систему. В число стандартных функций входят воспроизведение и запись видео- и аудиоматериалов, поддержка дистанционного управления при помощи Bluetooth или web-интерфейса, телефонная система с поддержкой видеоконференций, а также система автоматизированного управления домом («умный дом»). Операционная система LinuxMCE чрезвычайно легка в установке и использовании, от пользователя требуется лишь наличие элементарных навыков работы с компьютером.
Название операционной системы восходит к аналогичному решению от компании Microsoft — Windows XP Media Center Edition или сокращённо MCE.

## Общие сведения
Типичная LinuxMCE-система состоит из ядра — персонального компьютера, работающего в качестве выделенного сервера, и интерфейса со всеми субкомпонентами. Ядро содержит серверное приложение Plug and Play, которое следит за появлением новых устройств, таких, как сетевые аудиоплееры (например, Squeezebox), IP-телефоны или камеры, и производит их автоматическую конфигурацию. Кроме того, ядро автоматически обнаруживает другие персональные компьютеры, подключённые к телевизорам или стереосистемам, чтобы использовать их в качестве терминальных устройств для вывода видео- и аудиоинформации (Set-top box). В итоге на основе всех подключённых устройств создаётся целостная домашняя система связи, контроля и развлечений.
В дополнение к поддержке обычных инфракрасных пультов дистанционного управления LinuxMCE включает в себя программу дистанционного управления, которая может работать на мобильных телефонах с поддержкой Bluetooth, работающих под управлением операционной системы Symbian, КПК и планшетных компьютерах, работающих под управлением Linux, Microsoft Windows или Windows CE. Для каждого из них реализована поддержка интерактивных карт и планов помещений, что позволяет с их помощью управлять любым устройством в доме. Пользовательский интерфейс многоязычен и поддерживает различные варианты оформления. В мобильных телефонах так же реализована функция «следуй за мной» (follow-me), благодаря которой вывод информации переключается с одного терминала (телевизора или аудиосистемы) на другой по мере перемещения пользователя внутри дома. Аналогичным образом производится корректировка параметров помещения. Когда пользователь покидает дом, система переключается с Bluetooth на каналы связи сотовых сетей с использованием GPRS/WAP, в результате чего появляется возможность дальнейшего управления домом и контроля над ним.

## Используемое программное обеспечение
В состав операционной системы LinuxMCE входит целый ряд свободных программ, некоторые из которых перечислены ниже.
- Asterisk — программный комплекс для создания решений компьютерной телефонии
- Xine — медиаплеер
- MythTV — приложение, реализующее цифровую видеозапись и прочие функции в рамках концепции HTPC
- Mozilla Firefox — браузер
- Медиапроигрыватель VLC — медиаплеер с серверными функциями
- SlimServer — сервер потокового аудио